# Дом културе „Кочо Рацин” Јабука
Дом културе „Кочо Рацин” је градска установа Панчева за развој културе и уметности. Налази се у улици Иве Лоле Рибара 2, у Јабуци.

## Историјат
Дом културе „Кочо Рацин” је основан 1961. године. Као јавна културна институција се бави организацијом различитих културних манифестација међу њима су најпознатији Међународна дечија ликовна колонија која се одржава традиционално од 29. септембра до 1. августа и Дечији позоришни фестивал који се одржава крајем октобра. Редовно организују и позоришне представе, изложбе фотографија, концерте, књижевне вечери, промоције књига, трибине и пројекције филмова. Садрже драмску секцију, Културно–уметничко друштво „Васил Хаџиманов”, библиотеку и електронску читаоницу. Слава Дома културе, Илинден, је 2. августа.